# Groß Roge
Groß Roge é um município da Alemanha, situado no distrito de Rostock, no estado de Mecklemburgo-Pomerânia Ocidental. Tem 24,34 km² de área, e sua população em 2019 foi estimada em 614 habitantes.